# Michal Jagelka
Michal Jagelka (* 17. dubna 1977 Praha) je český dabér, moderátor a herec.

## Život
Začal studovat strojní průmyslovku, roku 1993 však přešel na Pražskou konzervatoř, kde vystudoval hudebně-dramatický obor[zdroj?] a v roce 1999 absolvoval rolí Tartuffa. Studoval také Právnickou fakultu Univerzity Karlovy.[zdroj?]

### Profesní kariéra
Dabingu se věnuje od svých 12 let. Mezi zahraniční herce, které často dabuje, patří Leonardo DiCaprio, Matt Damon, Orlando Bloom, Brendan Fraser, David Faustino, Serge Falck. Kromě mnoha dalších nadaboval také Brandona Calla jako J.T. (džejtýho) Lamberta v seriálu Krok za krokem a důstojníka gestapa Otto Flicka v britském sitcomu Haló, haló!. V roce 2014 byl ve skupině dabérů, kteří se na protest proti tlakům na rychlý levný dabing nechali zastupovat agenturou. Načítá také audioknihy.
Moderovat začínal v pořadu České televize Vega (1994), na Primě moderoval Autosalon (2002) a na TV Nova spolu s Michaelou Dolinovou tvořil moderátorskou dvojici Snídaně s Novou (2002). Na TV Barrandov moderoval střídavě s Kateřinou Kristelovou pořad Aféry – neuvěřitelné životní příběhy. Krátce také moderoval pořad Život na houpačce.
Herecky se uplatňuje téměř výhradně v televizních filmech a seriálech.

### Politické angažmá
Zajímá se též o politiku. Od roku 2000 byl členem Občanské demokratické strany, po dvou letech se stal členem Oblastní rady ODS Prahy 9 a od března 2006 byl místopředsedou oblasti. V roce 2006 kandidoval za Občanskou demokratickou stranu jako lídr kandidátky do zastupitelstva Městské části Praha 9.

### Partnerský život
V roce 1998 se při dabingu seznámil s Alešem Cibulkou, s nímž byl od konce roku 2000 ve vztahu a v roce 2008 spolu uzavřeli registrované partnerství.

## Herecká filmografie
- 1995: Nováci (seriál)
- 1996: Hospoda (seriál)
- 1998: Na lavici obžalovaných justice (seriál)
- 1998: O modrém ptáčku
- 2000: Sjezd abiturientů
- 2002: Hvězda života
- 2002: Kameňák
- 2005: Ulice (seriál)